# Liriomyza pusilla
Liriomyza pusilla ist ein Zweiflügler aus der Familie der Minierfliegen (Agromyzidae). Liriomyza pusilla gehört zu einem gleichnamigen Artkomplex.

## Taxonomie
Die Art wurde im Jahr 1830 von Johann Wilhelm Meigen als Agromyza pusilla erstbeschrieben.
Weitere Synonyme sind: 
- Agromyza fasciola Meigen, 1838
- Liriomyza bellidis de Meijere, 1925

## Merkmale
Die Fliegen erreichen eine Körperlänge von etwa 1,5 mm. Die Frons, die Seiten des Mesonotums an der Flügelbasis, das Scutellum, die Femora sowie die Ventralseite des Hinterleibs sind gelb. Der restliche Teil des Mesonotums ist schwarz glänzend. Der Hinterrand der rotbraunen Facettenaugen und die Dorsalseite des Hinterleibs sind schwarz, die Tibien und Tarsen dunkelbraun. Über das Mesonotum verlaufen mehrere lange schwarze Borsten. Das dritte Fühlerglied ist rundlich. Die Flügellänge der Männchen beträgt etwa 1,6 mm, die der Weibchen 1,9 mm. Die Puppe ist orange-farben.

## Verbreitung
Liriomyza pusilla ist eine paläarktische Art. Ihr Verbreitungsgebiet erstreckt sich über weite Teile Europas einschließlich der Britischen Inseln. Ferner kommt die Fliegenart in Indien, Sri Lanka, Thailand, Malaysia, Indonesien und Taiwan vor. Ferner gibt es eine Fundmeldung von Lord Howe Island vor Australien. Früher galt die Fliegenart auch in Nordamerika als präsent. Es stellte sich später heraus, dass es sich um eine andere Art, Liriomyza sativae, handelte.

## Lebensweise
Die Larven entwickeln sich als Minierer in den Blättern verschiedener Korbblütler. Die Hauptwirtspflanze bildet das Gänseblümchen (Bellis perennis). Weitere Wirtspflanzen sind das Alpenmaßliebchen (Bellidiastrum michelii), Zweizähne (Bidens), die Sommeraster (Callistephus chinensis), Crassocephalum, Epaltes, Ferkelkräuter (Hypochaeris), Goldruten (Solidago), Synedrella, Tithonia, Scheinastern (Vernonia) und die Gewöhnliche Spitzklette (Xanthium strumarium). Die langen Minengänge schlängeln sich unterhalb der Oberseite der Blätter und können sich auch kreuzen. Die Larvenzeiten sind gewöhnlich von Mai bis Juni sowie von August bis September. Die Art überwintert als Puppe außerhalb des Blattes. Die Imagines erscheinen ab April.

## Bilder

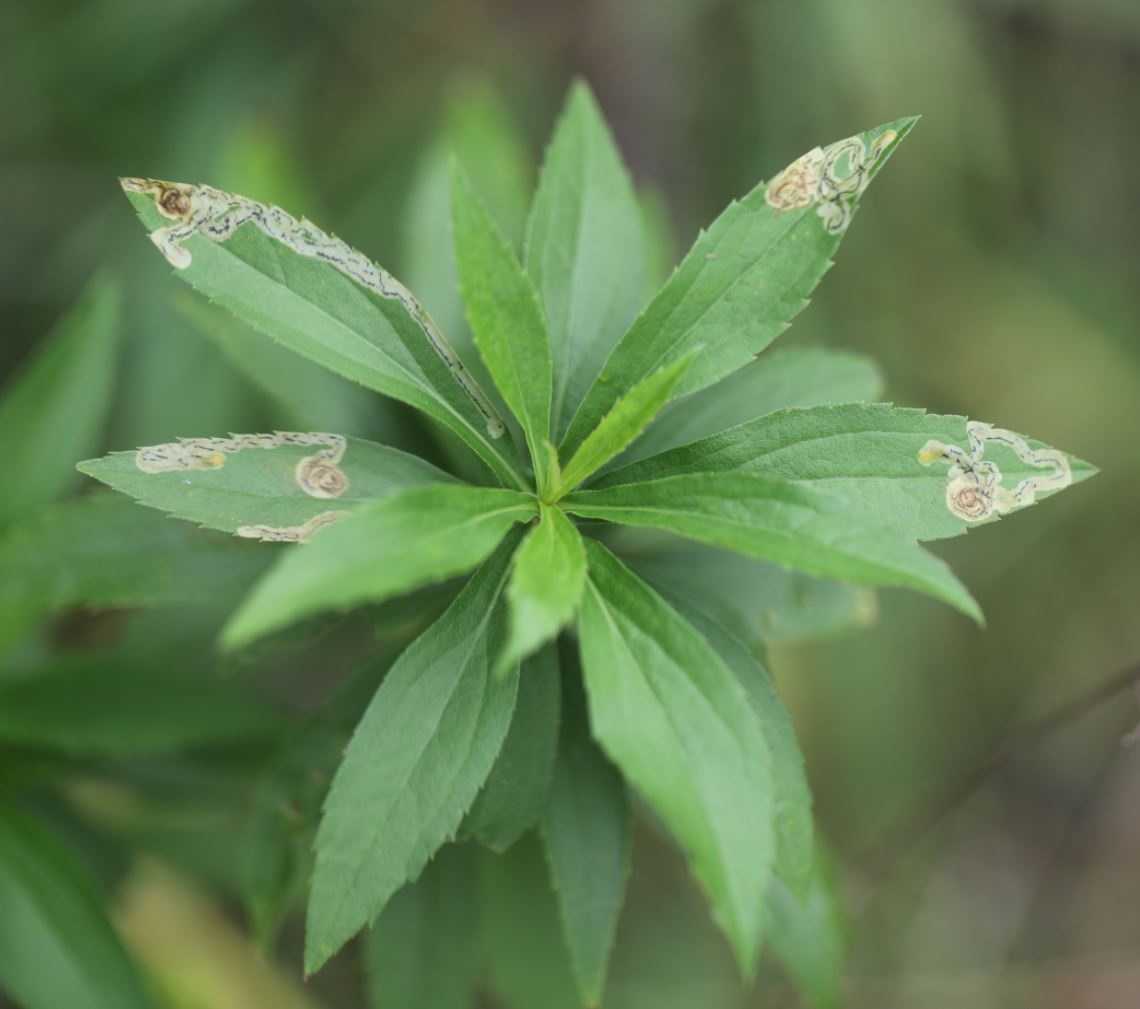
Kanadische Goldrute mit minierten Blättern
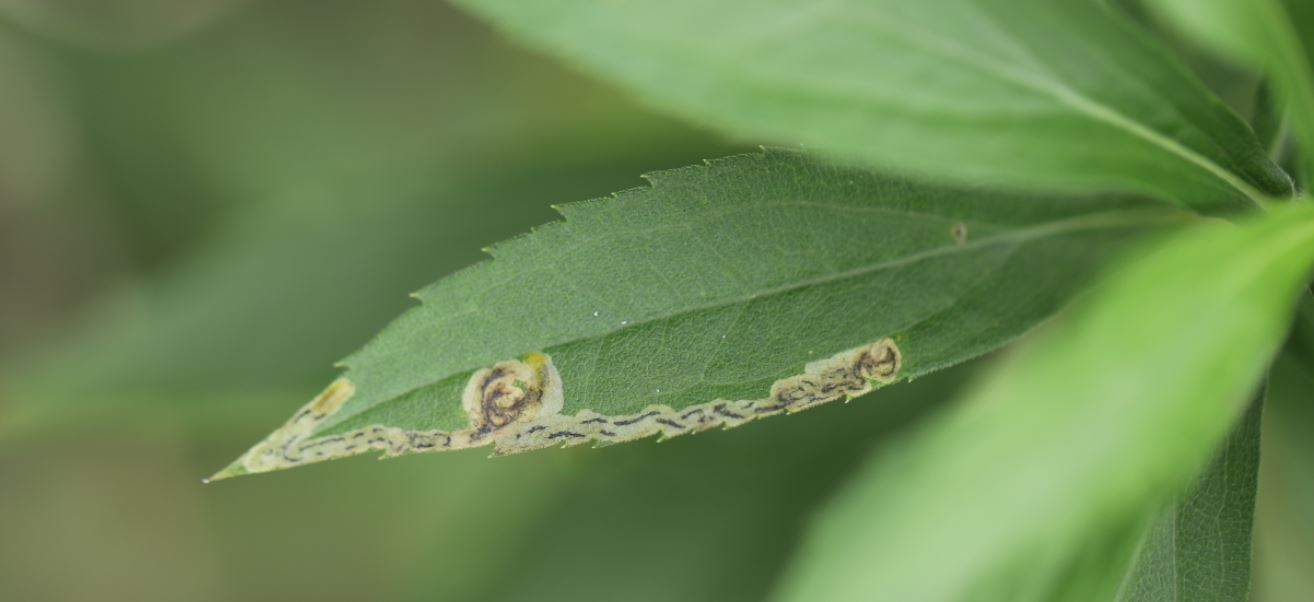
Miniertes Blatt einer Kanadischen Goldrute
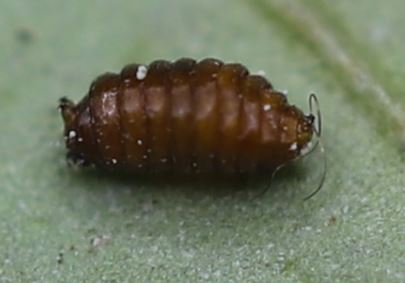
Puppe